# Клупци (Крапинске Топлице)
Клупци су насељено место у општини Крапинске Топлице, Крапинско-загорска жупанија, Хрватска.

## Историја
До територијалне реорганизације у Хрватској били су у саставу старе општине Забок. Насеље је настало новом територијалном организацијом у Хрватској. Некадашње насеље Клупци подељено је 2001. између општина Крапинске Топлице и Свети Криж Зачретје.

## Становништво
У попису становништва из 2011. године, Клупци су имали 119 становника.
| Број становника према пописима | Број становника према пописима | Број становника према пописима | Број становника према пописима | Број становника према пописима | Број становника према пописима | Број становника према пописима | Број становника према пописима | Број становника према пописима | Број становника према пописима | Број становника према пописима | Број становника према пописима | Број становника према пописима | Број становника према пописима | Број становника према пописима | Број становника према пописима |
| ------------------------------ | ------------------------------ | ------------------------------ | ------------------------------ | ------------------------------ | ------------------------------ | ------------------------------ | ------------------------------ | ------------------------------ | ------------------------------ | ------------------------------ | ------------------------------ | ------------------------------ | ------------------------------ | ------------------------------ | ------------------------------ |
| 1857                           | 1869                           | 1880                           | 1890                           | 1900                           | 1910                           | 1921                           | 1931                           | 1948                           | 1953                           | 1961                           | 1971                           | 1981                           | 1991                           | 2001                           | 2011                           |
| 303                            | 346                            | 386                            | 464                            | 416                            | 458                            | 451                            | 489                            | 513                            | 474                            | 471                            | 410                            | 334                            | 291                            | 125                            | 119                            |

Напомена: Године 2001. настало је поделом насеља Клупци између општина Крапинске Топлице и Свети Криж Зачретје. Садржи податке за бивше насеље Клупци од 1857. до 1991.